# Abitanti (Capodistria)
Abitanti (così anche in sloveno, pronuncia [abiˈtaːnti]) è un insediamento (naselje) della municipalità di Capodistria nell'Istria settentrionale. 
Abitanti è un paese accessibile dalla strada che passa per San Sergio, Gracischie e Gradena. È un paese in gran parte deserto, infatti può contare di solo dodici residenti; tuttavia nel mese di maggio ospita una colonia internazionale di belle arti. Gran parte degli edifici del villaggio sono interessanti dal punto di vista architettonico e risultano essere un patrimonio culturale protetto.